# Stay-behind
In een stay-behind operatie organiseert een land geheime medewerkers of organisaties op zijn eigen gebied, voor het geval dat het gebied bezet wordt door een vijand. In dat geval zouden de medewerkers de basis worden van een verzetsbeweging, of spioneren achter de vijandelijke linies.
In de Tweede Wereldoorlog bestonden verscheidene stay-behindorganisaties; in het Verenigd Koninkrijk de Auxiliary Units. Tijdens de Koude Oorlog steunden de NAVO en de CIA stay-behindtroepen in veel Europese landen, met als doel ze te activeren als dat land overgenomen zou worden door het Warschaupact of als de communistische partij aan de macht zou komen in een democratische verkiezing. In dezelfde periode richtte Ilya Starinov in de Sovjet-Unie de nog steeds bestaande Spetsnaz op, speciale elite-eenheden die deel uitmaken van de Russische militaire inlichtingendienst GROe. 
In Italië, Oostenrijk, Duitsland, Nederland en andere landen werden veel wapens gevonden die ter beschikking stonden van deze "geheime legers". De bekendste van deze NAVO-operaties was Operatie Gladio. In Nederland was er van 1946/'47 tot 1992 een stay-behindnetwerk onder de naam Operatiën & Inlichtingen (O&I).

## Lijst van stay-behindplannen
- Auxiliary Units (Verenigd Koninkrijk)
- Operatie Gladio (Italië, maar ook actief in andere landen)
  - Lochos Oreinon Katadromon, of LOK (Griekenland)
  - OWSGV (Oostenrijk)
  - Plan Bleu, La Rose des Vents, en Arc-en-ciel (Frankrijk)
  - ROC (Noorwegen)
  - Operatie Gladio en STC/Mob (België)
  - Bund Deutscher Jugend - Technischer Dienst, of TD BJD (Duitsland)
- Nihtilä-Haahti plan (Finland)
- Projekt-26 (P-26, Zwitserland)
- Weerwolven (nazi-Duitsland)
- Regional Force Surveillance Units (Australië)
- Informationsbyrån ('IB') in Zweden, waarschijnlijk.